# Ґамеркі-Великі
Ґамеркі-Великі (пол. Gamerki Wielkie, нім. Groß Gemmern) — село в Польщі, у гміні Йонково Ольштинського повіту Вармінсько-Мазурського воєводства.
Населення — 95 осіб (2011).
У 1975-1998 роках село належало до Ольштинського воєводства.

## Демографія
Демографічна структура станом на 31 березня 2011 року:
|          | Загалом | Допрацездатний вік | Працездатний вік | Постпрацездатний вік |
| -------- | ------- | ------------------ | ---------------- | -------------------- |
| Чоловіки | 43      | 11                 | 30               | 2                    |
| Жінки    | 52      | 12                 | 28               | 12                   |
| Разом    | 95      | 23                 | 58               | 14                   |